# Sofia Mattsson
Sofia Magdalena Mattsson (Gällivare, 11 de noviembre de 1989) es una deportista sueca que compite en lucha libre. Su hermana Johanna también compite en lucha libre.
Participó en tres Juegos Olímpicos de Verano, obteniendo una medalla de bronce en Río de Janeiro 2016, en la categoría de 53 kg, el séptimo lugar en Londres 2012 y el 12.º lugar en Pekín 2008. En los Juegos Europeos obtuvo dos medallas de oro, una en Bakú 2015 y otra en Minsk 2019.
Ganó seis medallas en el Campeonato Mundial de Lucha entre los años 2009 y 2015, y ocho medallas en el Campeonato Europeo de Lucha entre los años 2007 y 2020.

## Palmarés internacional
| Juegos Olímpicos   | Juegos Olímpicos           | Juegos Olímpicos  | Juegos Olímpicos |
| Año                | Lugar                      | Medalla           | Categoría        |
| ------------------ | -------------------------- | ----------------- | ---------------- |
| 2016               | Río de Janeiro (Brasil)    | Medalla de bronce | 53 kg            |
| Campeonato Mundial |                            |                   |                  |
| Año                | Lugar                      | Medalla           | Categoría        |
| 2009               | Herning (Dinamarca)        | Medalla de oro    | 51 kg            |
| 2010               | Moscú (Rusia)              | Medalla de bronce | 51 kg            |
| 2011               | Estambul (Turquía)         | Medalla de plata  | 59 kg            |
| 2013               | Budapest (Hungría)         | Medalla de plata  | 55 kg            |
| 2014               | Taskent (Uzbekistán)       | Medalla de plata  | 53 kg            |
| 2015               | Las Vegas (Estados Unidos) | Medalla de plata  | 53 kg            |
| Juegos Europeos    |                            |                   |                  |
| Año                | Lugar                      | Medalla           | Categoría        |
| 2015               | Bakú (Azerbaiyán)          | Medalla de oro    | 55 kg            |
| 2019               | Minsk (Bielorrusia)        | Medalla de oro    | 53 kg            |
| Campeonato Europeo |                            |                   |                  |
| Año                | Lugar                      | Medalla           | Categoría        |
| 2007               | Sofía (Bulgaria)           | Medalla de bronce | 48 kg            |
| 2008               | Tampere (Finlandia)        | Medalla de plata  | 51 kg            |
| 2010               | Bakú (Azerbaiyán)          | Medalla de oro    | 51 kg            |
| 2012               | Belgrado (Serbia)          | Medalla de plata  | 55 kg            |
| 2013               | Tiflis (Georgia)           | Medalla de oro    | 55 kg            |
| 2014               | Vantaa (Finlandia)         | Medalla de oro    | 55 kg            |
| 2016               | Riga (Letonia)             | Medalla de oro    | 53 kg            |
| 2020               | Roma (Italia)              | Medalla de bronce | 55 kg            |